# Bristol Beaufighter

Tekeningen van Beaufighter

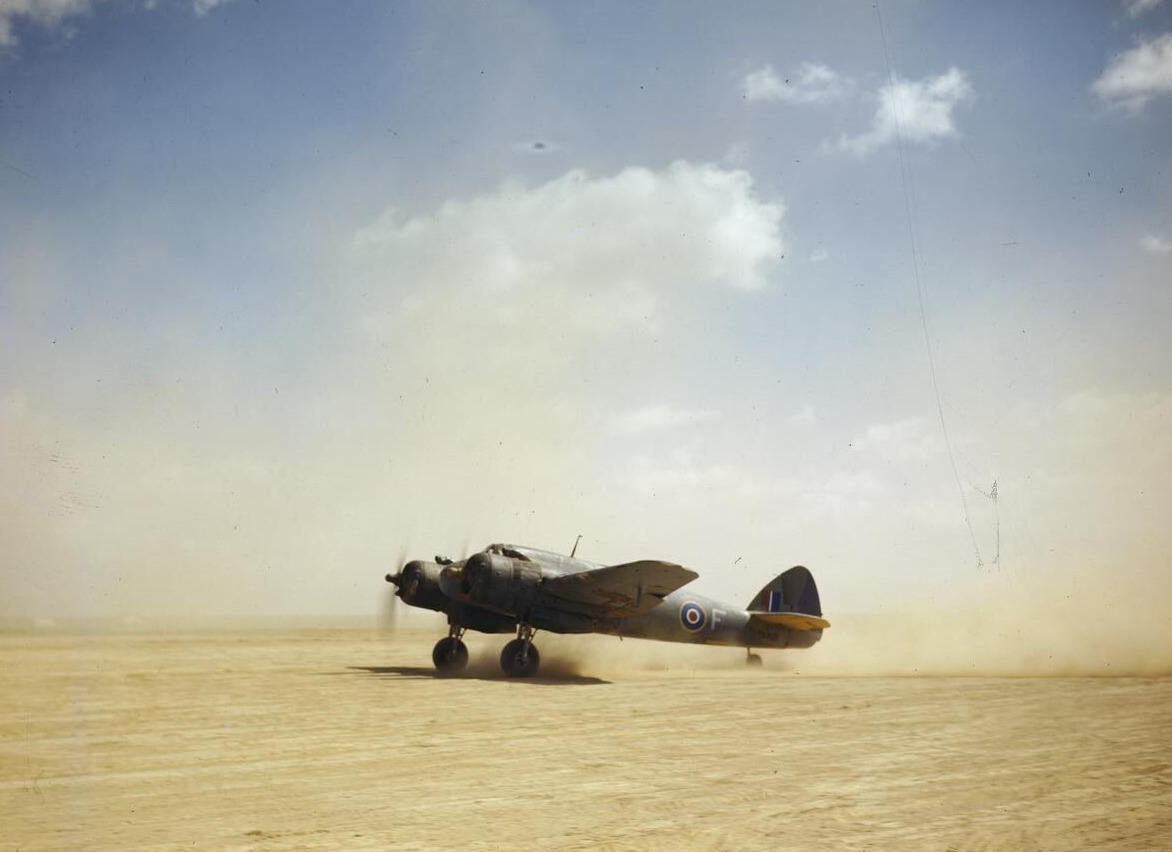
Een Bristol Beaufighter in Noord-Afrika

De Bristol Beaufighter is een bommenwerper en aanvalsvliegtuig, ontwikkeld en geproduceerd door de Britse vliegtuigfabrikant Bristol. Het toestel was tijdens de Tweede Wereldoorlog in gebruik bij de RAF en de Australische luchtmacht. Het toestel kon ook als jachtvliegtuig worden ingezet.

## Ontwikkeling
De Beaufighter ontstond doordat Bristol een voorstel presenteerde voor een veelzijdig, zwaarbewapend vliegtuig dat de RAF volgens deze fabriek goed zou kunnen gebruiken. De Beaufighter, een tweezitter waarin belangrijke elementen werden gebruikt van de Beaufort-torpedobommenwerper - die al in productie was - werd snel gebouwd. In 1940, toen de Slag om Engeland op zijn hevigst was, werd hij door gevechtseskaders in gebruik genomen. Het prototype had slechts dertien maanden eerder zijn eerste vlucht gemaakt. In Noord-Afrika en op Malta werden dagjagerversies van het toestel ingezet, terwijl ook Coastal Command veel aan het toestel had, met name boven de Golf van Biskaje, als tegengewicht voor de Junkers Ju 88.
De ontwikkeling van militaire vliegtuigen is volledig afhankelijk van de ontwikkeling van vliegtuigmotoren. Dankzij verbeteringen aan de Bristol Hercules-motor kon de Beaufighter voor verschillende taken worden aangepast. Door een toename van het motorvermogen kon het toestel meer bewapening en brandstof meevoeren en met zwaardere bepantsering worden uitgerust.
In 1942 vonden twee belangrijke ontwikkelingen plaats. Een proefneming met een van een torpedo-installatie voorziene Beaufighter slaagde, en tevens werd een succesvol experiment met raketbewapening uitgevoerd. Eind 1942 werden Mk VIC's met ophangpunten voor torpedo's afgeleverd. Deze Beaufighters konden grote torpedo's (Britse 45,7 cm en Amerikaanse 57,2 cm) tegen schepen inzetten. Het op de basis North Coates gestationeerde No.254 Squadron werd als eerste met de Mk VIC uitgerust en voerde op 18 april 1943 voor het eerst een torpedoaanval op Duitse schepen uit. Al gauw verving het toestel de oudere Beaufort-torpedobommenwerper.

## Inzet en operaties
De VIC werd bij Coastal Command geleidelijk vervangen door een nieuwe, van meet af aan als torpedobommenwerper ontworpen versie, de Beaufighter T.F. Mk X. Dit nieuwe toestel, dat met 1770 pk sterke Hercules-motoren was uitgerust, was waarschijnlijk het beste Britse vliegtuig dat in de eindfase van de Tweede Wereldoorlog voor de bestrijding van schepen werd ingezet. De Hercules Mk XVII was speciaal ontwikkeld voor gebruik op geringe hoogte en leverde zijn topvermogen op slechts 150 meter hoogte. Met het oog op aanvallen vanaf geringe hoogte kreeg de Mk X tevens duikremmen. De Mk X was, met een productieaantal van 2200, de meest gebouwde versie van de Beaufighter. Met behulp van speciale apparatuur, zoals een radiohoogtemeter, kon het op geringe hoogte precisieaanvallen met torpedo's of raketten uitvoeren. Uiteindelijk werd de Mk X uitgerust met de A.I. Mark VIII-radar voor gebruik tegen objecten op het land of het water. Deze radar werd in de neus ingebouwd. De Beaufighter X bleek een uiterst effectief wapen tegen schepen. In maart 1945 brachten toestellen van het No.236 en het No.254 Squadron in slechts twee dagen tijd vijf Duitse onderzeeërs tot zinken.
Ook de Australische luchtmacht zette de Beaufighter intensief voor de bestrijding van schepen in. Australië bouwde in totaal 364 eigen Beaufighters, aangeduid als T.F. Mk 21's. Deze toestellen waren voorzien van Hercules XVIII-motoren en werden in 1944 in gebruik genomen. Ze speelden een sleutelrol in de geallieerde opmars in Zuidoost-Azië. Inclusief de productie in Australië zijn er in totaal 5928 exemplaren van gemaakt.
Na de oorlog bleef een aantal Beaufighters bij de RAF in gebruik, in het bijzonder in het Verre Oosten, waar ze tot 1950 voor belangrijke gevechtsmissies werden ingezet. 35 Beaufighters van de RAF werden omgebouwd tot sleepvliegtuigen voor oefendoelen. Deze als T.T.10's aangeduide toestellen waren tot 1960 in Engeland, het Midden-Oosten en het Verre Oosten in gebruik.

## Trivia
Dankzij het feit dat de Beaufighter op geringe hoogte met hoge snelheid aanviel, kreeg hij van de Japanners de bijnaam 'de fluisterende dood'.